# Високомазовешки окръг
Високомазовешки окръг (на полски: Powiat wysokomazowiecki) е окръг в Подляско войводство, Североизточна Полша. Заема площ от 1289,91 km2.
Административен център е град Високе Мазовецке.

## География
Окръгът се намира в историческите области Мазовия и Подлясия. Разположен е в югозападната част на войводството.

## Население
Населението на окръга възлиза на 59 471 души (2012 г.). Гъстотата е 46 души/km2.

## Административно деление
Административно окръгът е разделен на 10 общини.
Градска община:
- Високе Мазовецке

Градско-селски общини:
- Община Чехановец
- Община Чижев
- Община Шепетово

Селски общини:
- Община Високе Мазовецке
- Община Кобилин Божими
- Община Кулеше Кошчелне
- Община Клюково
- Община Нове Пекути
- Община Соколи

## Галерия
- Високе Мазовецке
- Чехановец
- Шепетово